# تشويه فائق (مانغا)

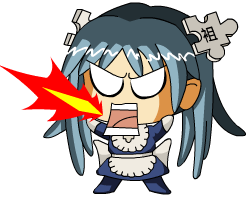
مثال على التشويه الفائق

تشويه فائق (بالإنجليزية: Super deformed أو تعرف اختصارًا SD)‏ هو نوع من الكاريكاتير الياباني حيث تُرسم الشخصيات بطريقة مبالغ فيها، تحديدًا صغيرة وبدينة بأطراف قصيرة ورؤوس ضخمة، لجعلهم يشبهون الأطفال الصغار. هذا الأسلوب يكون جزءًا تكامليًا والذي يسمونه معجبو الأنمي تشيبي.

## الإعلام الياباني
أسلوب التشويه الفائق هو جزء من الثقافة اليابانية ويوجد في كل مكان من الإعلانات وإشارات المرور وإلى الأنمي والمانغا. الأسلوب قد زادت شعبيته بسبب سلاسل مثل دراغون بول وغاندم SD في ثمانينيات القرن العشرين.
أحيانًا يُستخدم صيغة للتعجب في المانغا والأنمي للتعبير عن شعور مبالغ فيه كالانزعاج أو المفاجأة والذي قد يكون من الصعب رسمه. التشويه مقصود به أن يكون لطيفًا ويُستخدم أحيانًا في التحولات الفكاهية في القصة.